# Сем Лоус
Сем Лоус (англ. Sam Lowes; 14 вересня 1990, Лінкольн, Англія) — британський мотогонщик, чемпіон світу з шосейно-кільцевих мотогонок серії WSS (2013) та чемпіон Великої Британії в тому ж класі (2010). У сезоні 2016 виступає в серії MotoGP у класі Moto2 за команду «Federal Oil Gresini Moto2» під номером 22.

## Кар'єра
Вперше за кермо мотоцикла Сем сів у віці восьми років, коли почав виступати у змаганнях з мотокросу. Він досяг деякого успіху в цій дисципліні, вигравши два клубних чемпіонати, але його кінцевою метою завжди була участь у шосейно-кільцевих гонках. У 2002 році Сем взяв участь у чемпіонаті серії JRA Championship, де фінішував четвертим. На наступний сезон він перейшов до чемпіонату Aprilia Superteen, де здобув три перемоги та посів шосте місце в загальному заліку.
У 2004 році Сем вперше сів за кермо гран-прійного мотоцикла, взявши участь у змаганнях класу 125cc серії MRO Championship, де фінішував четвертим. У віці 15 років Сем дебютував у британському чемпіонаті в класі 125cc, а через рік здобув в серії свою першу перемогу та посів шосте місце в загальному заліку.
У 2007 році Лоус виступив у британському чемпіонаті Supersport. В наступному році він приєднався до свого брата-близнюка Алекса у Європейському чемпіонаті Superstock 600. Після закінчення сезону повернувся назад до Великої Британії, щоб з нового року боротися в британській серії Supersport Cup, де він став чемпіоном, вигравши 9 з 11 раундів.
Сезон 2010 став роком чергового тріумфу: Сем виграв британський чемпіонат Supersport, здобувши титул в передостанньому турі в Сільверстоуні. Під час сезону Лоус встановив кілька рекордів кола, здобувши три поул-позиції та п'ять перемог.

### WSS
В 2011 році Лоус дебютував у чемпіонаті світу Supersport і вже у першому сезоні досяг вражаючих результатів, посівши в загальному заліку шосте місце з шістьма подіумами у дванадцяти гонках. Сем залишався в серії WSS на сезон 2012, в якому виграв дві гонки та посів третє місце в загальному заліку.
2013 рік став найуспішнішим в кар'єрі Сема. Під час сезону він виграв шість гонок і був на подіумі 11 разів, забезпечивши собі титул чемпіона достроково, за один раунд до закінчення чемпіонату.

### MotoGP
На сезон 2014 Сем був запрошений італійським виробником мотоциклів Speed Up дебютувати разом з його заводською командою у найпрестижніших змаганнях двоколісного світу — серії MotoGP, класі Moto2.
В дебютному сезоні британець здебільшого працював над вдосконаленням мотоцикла та пристосуванням до нових для себе умов та правил. Проте вже з наступного сезону Сем продемонстрував свої найкращі якості. В першій же гонці чемпіонату в Катарі він здобув дебютний для себе поул, хоча й у гонці зазнав аварії та не зміг фінішувати. В другій гонці сезону, в Техасі, британець реабілітувався, здобувши свою першу перемогу в серії, проїхавши по ходу гонки ще й найшвидше коло, також перше для себе. Додавши протягом сезону в свій актив ще 4 подіуми (три третіх місця в Америці, Нідерландах та Арагоні та одне друге в Австралії), Сем посів четверте місце у загальному заліку, чим викликав зацікавлення з боку команд «королівського» класу, зокрема команди «Aprilia Racing Team Gresini», з якою підписав попередній контракт для виступів на сезон 2016. Проте, через деякий час, початок дії контракту був перенесений на 2017 рік, а Сем на наступний сезон приєднався до команди «Federal Oil Gresini Moto2».
Отримавши у своє розпорядження найкращий мотоцикл класу Kalex Moto2, Лоус вже в дебютних етапах сезону 2016 став демонструвати високі результати. І, хоча у Катарі він фінішував лише дев'ятим, проте у двох наступних гонках (в Аргентині та Америці) фінішував другим, що дозволило йому очолити загальний залік. В наступній гонці в Іспанії він підкріпив свої чемпіонські амбіції, здобувши першу перемогу у сезоні.

## Статистика виступів

### MotoGP

#### В розрізі сезонів
| Сезон | Клас  | Команда                   | Мотоцикл      | Гонки | Пер | Под | ПП | НК | Очки | Місце |
| ----- | ----- | ------------------------- | ------------- | ----- | --- | --- | -- | -- | ---- | ----- |
| 2014  | Moto2 | Speed Up                  | Speed Up SF14 | 18    | 0   | 0   | 0  | 0  | 69   | 13    |
| 2015  | Moto2 | Speed Up Racing           | Speed Up SF15 | 18    | 1   | 5   | 3  | 1  | 186  | 4     |
| 2016* | Moto2 | Federal Oil Gresini Moto2 | Kalex Moto2   | 4     | 1   | 3   | 1  | 2  | 72   | 1*    |

#### В розрізі гонок
| Сезон | Клас  | Мотоцикл | 1      | 2      | 3     | 4      | 5     | 6     | 7      | 8      | 9      | 10     | 11     | 12    | 13     | 14    | 15     | 16    | 17     | 18    | Очки | Місце |
| ----- | ----- | -------- | ------ | ------ | ----- | ------ | ----- | ----- | ------ | ------ | ------ | ------ | ------ | ----- | ------ | ----- | ------ | ----- | ------ | ----- | ---- | ----- |
| 2014  | Moto2 | Speed Up | КАТ 6  | АМЕ 16 | АРГ 8 | ІСП Нф | ФРА 9 | ІТА 8 | КАТ Нф | НІД Нф | НІМ 20 | ІНД 24 | ЧЕХ Нф | ВБР 7 | РСМ 18 | АРА 9 | ЯПО Нф | АВС 5 | МАЛ Нф | ВАЛ 7 | 69   | 13    |
| 2015  | Moto2 | Speed Up | КАТ Нф | АМЕ 1  | АРГ 3 | ІСП 20 | ФРА 4 | ІТА 4 | КАТ 4  | НІД 3  | НІМ 5  | ІНД Нф | ЧЕХ 5  | ВБР 6 | РСМ Нф | АРА 3 | ЯПО 8  | АВС 2 | МАЛ 13 | ВАЛ 5 | 186  | 4     |
| 2016* | Moto2 | Kalex    | КАТ 9  | АРГ 2  | АМЕ 2 | ІСП 1  | ФРА   | ІТА   | КАТ    | НІД    | НІМ    | АВТ    | ЧЕХ    | ВБР   | РСМ    | АРА   | ЯПО    | АВС   | МАЛ    | ВАЛ   | 72   | 1*    |

Примітка: * — сезон триває, дані наведено станом на після закінчення 4 етапів з 18.

## Цікаві факти
- У сезоні 2014 Сем під час 18 Гран-Прі впав загалом 25 разів[2].